# Salvation Run
Salvation Run è una serie limitata di sette numeri pubblicata dalla DC Comics tra il 2007 e il 2008, che fu progettata per collegarsi agli eventi della serie Crisi finale del 2008.

## Premessa
La premessa della serie, che si basò su un'idea di George R. R. Martin, è che la maggior parte dei super criminali dell'Universo DC - sia i più grandi (come il Joker e Lex Luthor) che quelli di nuova generazione e più oscuri (come Vandal Savage e Crazy Quilt) - furono catturati dalla Suicide Squad e imprigionati su un pianeta lontano. La storia vide i criminali dividersi in alleanze per cercare di evadere dalla loro prigione, o scegliere di governare il pianeta "Salvation" su cui furono portati. Bill Willingham la cominciò come scrittore, ma dovette passare il progetto a Sturges dopo soli tre numeri (di sette proposti) a causa di una malattia. Il primo numero fu pubblicato nel novembre 2007.
I personaggi principali nella miniserie inclusero l'arci nemico di Superman, Lex Luthor, l'arci nemico di Batman, il Joker, i "Nemici" che solitamente si battevano contro Flash (Heat Wave, Capitan Cold, Mago del Tempo, Abra Kadabra e Mirror Master), e altri eroi moralmente ambigui come la figlia di Vandal Savage, Scandal e l'occasionale amante di Batman, Catwoman. Questa miniserie fu connessa anche ad altre serie come in Countdown a Crisi Finale (che vide la continuazione dell'evasione del Pifferaio e di Trickster), Outsiders, Catwoman, Checkmate e Justice League of America.
Una raccolta della miniserie fu pubblicata il 24 settembre 2008.

## Trama
Dopo gli eventi della furia di Black Adam in World War III, l'attacco delle Amazzoni agli Stati Uniti d'America, l'assassinio di Flash (Bart Allen), e l'attacco della Lega dell'ingiustizia al matrimonio di Freccia Verde e Black Canary, fu messo in atto un programma segreto sponsorizzato dal governo per combattere la crescente minaccia dei metaumani. Avviato per Ordine Esecutivo del Presidente degli Stati Uniti d'America e portato avanti dal capo della Task Force X, Amanda Waller, e dalla Suicide Squad, lo scopo del programma era di catturare i super criminali di tutto il mondo ed esiliarli permanentemente sul lontano pianeta "Salvation" via Boomdotto - inclusi numerosi membri della Suicide Squad una volta che non sarebbero più stati utili (come Bane e Deadshot). Secondo Flag, ai prigionieri non sarebbero stati forniti né provviste né equipaggiamenti per la sopravvivenza, poiché questo avrebbe reso il governo responsabile per loro, e una volta fuori mondo, non sarebbero più stati una responsabilità della Terra. Il pianeta scelto fu Cygnus 4019: un pianeta che si supponeva fosse pacifico. Tuttavia, si dimostrò essere un "pianeta d'addestramento" per i Nuovi Dei di Apokolips, in cui Desaad era addetto alla sorveglianza. Un numero collegato alla serie contraddisse questa informazione; la Justice League of America fece visita a questo pianeta per investigare e scoprì che il pianeta era deserto - i criminali erano stati inviati dal Boomdotto in un pianeta del tutto diverso.
Essendo giunti sul nuovo pianeta per primi, i Nemici di Flash (Abra Kadabra, Capitan Cold, Mirror Master, Heat Wave e il Mago del Tempo) furono anche i primi a scoprire che il pianeta sembrava costruito per uccidere ogni visitatore. Il pianeta era abitato da numerose specie biologiche che attaccavano costantemente. Quando giunsero dai pigmei locali, Abra Kadabra capì che erano intelligenti e fu in grado di decifrare il loro linguaggio abbastanza da venire a sapere della "Zona Sicura", un "distretto lungo un miglio dove tutti i pericoli erano stati disarmati dagli dei delle stelle", così i Nemici andarono a cercarla. Durante il loro viaggio, sentirono il suono di un secondo Boomdotto e decisero di tornare indietro, e da questo Boomdotto uscirono Black Spider III, Cheetah III, Clayface, Effigy, Girder, Hammer e Sickle, Hyena, Joker, Kid Karnevil, Killer Croc, Killer Frost II, Mammoth, Mister Freeze, Mister Terrible, Phobia, Psimon, Rock, Shimmer, Shrapnel, Sonar II, Tapeworm, e Tremor (dei Superior Five). Per un breve periodo, cercarono di affermare la loro leadership sul secondo gruppo per virtù della loro esperienza.
I Body Doubles, Hellhound, Iron Cross, Manticora, Meanstreak, Metallo, Rag Doll, Skorpio, e Pozzo di Catrame finirono per battersi contro alcune bestie robotiche selvagge dove Hellhound fu ferito. Nonostante il loro piano di lasciarli morire, gli altri criminali portarono Hellhound con loro solo per poterlo dare in pasto a un gruppo di "leoni-lucertola" cacciatori. Tornati al campo, Kid Karnevil disse al Joker che lo aveva visto e che il suo piano era di sorpassarlo uccidendolo quando meno se l'aspettava. Psimon fece udire la sua forte voce a tutti i suoi colleghi in cui affermava di avere un piano per far sopravvivere tutti come una società, e addirittura creando una civiltà che sarebbe durata per generazioni, richiedendo però le donne servissero come sforna-bambini, e che la fuga dal pianeta era un'idea abbandonata. Questa proposta venne accolta con disdegno da molti, soprattutto dalle donne, tutto ciò finché il Joker inavvertitamente andò verso di lui e lo uccise colpendolo violentemente alla testa con una pietra. A Belle Reve, la Suicide Squad stava per deportare Lex Luthor, Blockbuster, Catwoman e Chemo. Rick Flag Jr. chiuse il trasporto del Boomdotto con Bane e Deadshot ancora all'interno e disse loro che non erano più necessari alla Squad. Quando Flag disse a Deadshot che era troppo instabile per rimanere, Floyd lo uccise e decise di trovare un modo per tornare sulla Terra. Una volta sul pianeta, Luthor comandò immediatamente l'attenzione dell'interno corpo di super criminali, dicendo che intendeva guidarli. Fece un discorso sulla verità, la giustizia e lo stile di vita americano, e spiegò di come avrebbero dovuto costruire il loro Boomdotto se volevano tornare, dove avrebbero potuto uccidere tutti quelli che li avevano mandati li. Anche se inizialmente lo schernirono per questo piano, alla fine furono tutti convinti e si misero volentieri al lavoro.
I criminali si combattevano ferocemente tra di loro, nonostante alcuni mediatori. Lex Luthor annunciò al gruppo che lui, il Dottor Sivana, il Professor Ivo e il Generale Immortus escogitarono un modo per abbandonare la roccia. Mentre parlava, il Joker annunciò a voce alta la sua sfiducia nei confronti della leadership di Luthor, infastidito che tutti gli avessero dato retta senza prima aver ascoltato il suo piano. Joker chiese perché mai avrebbero dovuto rispettare una qualsiasi autorità lassù, quando non la accettavano sulla Terra. Mentre discutevano una creatura mostruosa simile al Kraken attaccò il campo, e Joker e Gorilla Grodd usarono Chemo per ucciderla. Joker si proclamò un umile eroe del popolo, e denunciò Luthor, paragonandolo all'aristocrazia. Ci fu uno scontro ancora più grande, tra quelli leali a Luthor e quelli che preferivano il Joker, nel frattempo demolendo il campo. Decidendo che stava andando fuori mano, Gorilla Gordd utilizzò i suoi poteri telepatici per calmarli tutti, e lui e il Joker se ne andarono per fondare un campo tutto loro con quelli che erano d'accordo con le loro idee. Con loro portarono una grande porzione della popolazione. Mentre se ne andavano, Dottor Sivana si lamentò irosamente con Luthor per quella situazione, alché Luthor spiegò che sapeva che ci sarebbe stato un ammutinamento e che aveva chiesto a Iron Cross di minacciare il Joker. Il suo piano, che credeva essere un successo, era di liberarsi simultaneamente di tutti i membri indegni del campo che si sarebbero seduti a sperperare le risorse, e creare un nemico comune come mezzo motivazionale che avrebbe spinto tutti quelli rimasti con loro a combattere. Dopo il caos, Blockbuster III lasciò il campo per un po' di solitudine nel mezzo del bosco, e si trasformò in Martian Manhunter. Rivelò di essere stato inviato li per osservare i criminali, e stava facendo rapporto ad un gruppo sconosciuto attraverso un comunicatore.
Catwoman spiò Martian Manhunter nei boschi, scoprendo il suo segreto. Scoprì che Martian Manhunter stava facendo rapporto a Batman con il suo comunicatore, anche se non sapeva se Batman avrebbe potuto ricevere da così lontano. Intanto Luthor stava cercando di scemare le tensioni nel suo campo, questa volta tra i Body Doubles e gli ex membri della Suicide Squad Bane e Deadshot. Questa sfiducia era stata creata dal ruolo che ebbero nella deportazione fino a Salvation, ma dimostrando di fidarsi di loro, Luthor assunse Bane e Deadshot come guardie del corpo personali offrendo un milione di dollari a ognuno nel momento in cui sarebbero tornati a casa. Le tensioni erano ancora maggiori nel campo del Joker, in quanto Joker si dimostrò un leader irresponsabile e inefficace se non addirittura temuto. Fu attaccato da Bolt, arrabbiato dalla mancanza di cibo nel campo, ma questa piccola insurrezione fu arrestata da Kid Karnevil. Brain e Monsieur Mallah arrivarono al campo del Joker e chiesero a Grodd di parlare con lui lontani dal campo. Mallah disse a Grodd che come compagno gorilla, in quanto re della foresta, avrebbero dovuto allearsi., e che sicuramente attraverso la loro forza combinata sarebbero stati in grado di governare l'intero posto da soli. Grodd rise delle parole di Mallah considerandolo "un assurdo esperimento scientifico", paragonandolo a "un figlio degno di Gorilla City". Monsieru Mallah colpì Gorilla Grodd e lo definì una bestia, facendolo arrabbiare e spingendolo quasi a ucciderlo. Anche se Mallah aveva una pistola, e sparò a Grodd diverse volte, Grodd ebbe comunque la meglio, e stava per uccidere Mallah fino a che Brain non intervenne, pregandolo di salvargli la vita. Pensandoci meglio, Grodd prese Brain e lo uso per picchiare Mallah a morte, infrangendo intanto il guscio protettivo di Brain, uccidendo anche lui. Prima di esalare l'ultimo respiro, Mallah disse che sarebbe morto felice, in quanto lui e Brain sarebbero stati in grado di stare insieme per sempre. Poco dopo, dopo aver ammirato il suo lavoro e aver ammesso il suo rispetto per Grodd, Joker lo spinse giù da un burrone facendolo finire in un burrone profondo e roccioso, perché odiava "condividere". Dopo di ciò, su parti separate del pianeta, Vandal Savage e quattro altre donne stavano lavorando da sole nella natura selvaggia. Vandal spiegò perché credeva che i campi di Luthor e del Joker sarebbero entrambi crollati su se stessi, e quindi mostrò alle signore di averle portate nella "zona sicura", un bellissimo paradiso collocato sulla sommità di una collina.
Joker guidò il suo campo a quello di Luthor per una razzia di provviste durante la notte. Durante il raid, Catwoman fu scoperta a spiare attraverso gli alberi, portando sospetti su se stessa come spia "buona". Per provare la sua innocenza e calmare le acque, fece scoprire "Blockbuster" come Martian Manhunter, avendolo visto cambiare poco prima. Questo fece sì che i criminali lo attaccassero velocemente e lo sconfissero. Dopo la scoperta dei criminali sul pianeta, Desaad pianificò di eliminare i criminali più deboli e addestrare i migliori per uno scopo incerto.
Una settimana più tardi, Heat Wave teneva Martian Manhunter in una gabbia infuocata, mentre Capitan Cold, Hyena e Killer Croc parlavano di cosa ne avrebbero fatto. Quando Killer Croc suggerì di mangiarlo, Capitan Cold e Heat Wave si dimostrarono d'accordo, ma Luthor disse loro di non alzare un dito su di lui. Successivamente, Tuono e Fulmine arrivarono per portare del cibo a Manhunter, e quando si offrirono di aiutarlo, Bane li attaccò. Nonostante fosse stato mandato in shock da Fulmine, Bane li sconfisse entrambi una volta che Luthor fu arrivato. Mentre gli animi cominciarono a scaldarsi, Joker cominciò a discutere e ridicolizzare la leadership di Luthor, portandoli a combattere. Dopo che Luthor rimproverò e provocò il Joker, naturalmente quest'ultimo gli diede uno schiaffo sul volto. Nel campo di Vandal Savage, le tensioni crebbero tra Savage e le donne che portò con sé, in quanto a ognuna di loro aveva promesso un futuro al suo fianco come regina. Le signore, che intanto litigavano, erano ignare della promessa che Savage aveva fatto agli altri. Tornati al campo principale, Luthor e il Joker si prepararono a un combattimento corpo a corpo tra di loro, una sfida che avrebbe determinato chi dei due sarebbe stato il leader supremo. Il combattimento fu lungo e sanguinoso, e anche se Luthor ebbe senza dubbio il sopravvento, alla fine vinse il Joker a causa della sua completa e bizzarra intolleranza al dolore. Mentre il combattimento giunse alla fine, si scoprì che mentre tutte le guardie di frontiera si godevano il combattimento, non solo misero in allarme una certa quantità di protettori del pianeta sulla superficie, ma ci fu anche una massiccia invasione dei Parademoni attraverso un Boomdotto. Durante questo attacco, i Parademoni uccisero Hyena.
Mentre l'attacco dei Parademoni continuava, uno di loro pugnalò Brutale. I criminali sconfissero i Parademoni, ma Lex Luthor ipotizzò correttamente che questa era solo la prima ondata di Parademoni. Catwoman mise Luthor al corrente del campo di Savage e li condusse tutti li, dove Luthor lo convinse ad aiutarli a completare il suo dispositivo di teletrasporto e ritornare tutti a casa. Gorilla Grodd (sopravvissuto alla caduta e ora lavorando con Savage) si riunì al gruppo, e tentò di assassinare il Joker per aver cercato di ucciderlo. Furono però interrotti da un'altra pattuglia di Parademoni che furono velocemente sconfitti dopo che qualcuno di loro ebbe a che fare con il Generale Immortus e Solomon Grundy. Con l'ultimazione della macchina, i criminali tornarono sulla Terra. Luthor se ne andò per ultimo, rivelando di aver usato Heartmonger (degli Aryan Brigades), Tuono e Fulmine, Plasmus, Neutron e Warp per dargli potenza. Prima di andarsene, disse ai Parademoni "Io vinco! Avete sentito? IO VI BATTO! TUTTI VOI!". Una volta che fu partito, il teletrasporto esplose, uccidendo i Parademoni. La storia si chiuse con Capitan Cold che descriveva la mentalità dei criminali, e di come avevano fatto il possibile per sopravvivere. La vista quindi si spostò sul pianeta, dove ci fu la distruzione della "zona sicura" e l'incendio dei campi.

## Prigionieri
I criminali sul pianeta inclusero:
| - Abra Kadabra - Bane - Black Spider - Blockbuster III (Martian Manhunter sotto copertura) - Bloodsport - Body Doubles - Bolt - Brain - Brutale - Capitan Cold - Cat-Man - Catwoman - Cheetah (Barbara Ann Minerva) - Chemo - Cheshire - Cicada - Clayface (Basil Karlo) - Deadshot - Dottor Light (Arthur Light) - Dottor Sivana - Effigy - Generale Immortus - Giganta - Girder - Gorilla Grodd - Hammer and Sickle - Heat Wave - Heatmonger (degli Aryan Brigade) - Hellhound (Jack Chifford) - Hugo Strange |  | - Hyena - Ibac - Iron Cross (degli Aryan Brigade) - Jewelee - Jinx - Joker - Kid Karnevil - Killer Croc - Killer Frost (Louise Lincoln) - Lady Flash - Lady Vic - Leather - Lex Luthor - Lock-Up - Cappellaio Matto - Magenta - Mammoth - Man-Bat - Manticora - Meanstreak - Metallo - Mirror Master - Mister Freeze - Mister Terrible - Monsieur Mallah - Neutron - Nocturna - Phobia |  | - Plasmus - Poison Ivy - Prankster - Professor Ivo - Psimon - Rag Doll (Peter Merkel's son) - Rock - Scandal - Ladro di Ombre - Shimmer - Shrapnel - Silver Monkey - Silver Swan (Vanessa Kapatelis) - Skorpio - Solomon Grundy - Sonar - Sterling Silversmith - I Superior Five - Hindenberg - Jongular - Lagomorph - Splitshot - Tremor - Tapeworm - Pozzo di Catrame - Tuono e Fulmine - Pincopanco e/o Pancopinco - Due Facce - Vandal Savage - Warp - Mago del Tempo |

## Perdite
Di seguito vi sono coloro che morirono in questa storia nell'ordine di pubblicazione:
- Hellhound (Jack Chifford) - Dato in pasto ai "leoni-lucertola" dai Body Doubles.
- Psimon - Randellato a morte dal Joker con una roccia.
- Iron Cross (degli Aryan Brigade) - Sparo alla testa da parte del Joker.
- Brain - Picchiato a morte da Gorilla Grodd.
- Monsieur Mallah - Picchiato a morte da Gorilla Grodd usando i resti di Brain.
- Metallo - Bruciato dai raggi ottici di Martian Manhunter.[14]
- Hyena - Sparo alla testa da parte di un Parademone.
- Brutale - Pugnalato da un Parademone.
- Generale Immortus - Ucciso all'inizio del secondo attacco dei Parademoni.
- Neutron - Presumibilmente ucciso quando il teletrasporto di Luthor si auto distrusse.
- Plasmus - Presumibilmente ucciso quando il teletrasporto di Luthor si auto distrusse.
- Heatmonger (degli Aryan Brigade) - Presumibilmente ucciso quando il teletrasporto di Luthor si auto distrusse.
- Tuono e Fulmine - Presumibilmente uccisi quando il teletrasporto di Luthor si auto distrusse.
- Warp - Presumibilmente ucciso quando il teletrasporto di Luthor si auto distrusse.

## Successivi
In Justice League of America n. 21, si scoprì che Martian Manhunter era ancora imprigionato nella sua gabbia infuocata quando i criminali lasciarono il pianeta. Fu però liberato quando Libra convocò un Boomdotto per sé per volere di Fiamma Umana.
Metallo ricomparve nella Società segreta dei super criminali di Libra, presumibilmente ricostruito. Brutale ricomparve nella serie dedicata ai Segreti Sei. Il Generale Immortus comparve del tutto vivo in Final Crisis Aftermath: Run, ma fece riferimento a una sua morte apparente come a una esperienza quasi mortale.